# El Globo (revista)
El Globo fue una revista semanal española, publicada por el Grupo Prisa a finales de los años 1980.

## Historia
El Globo fue creada en octubre de 1987. Dirigida inicialmente por Eduardo San Martín, en la primavera de 1988 pasa a ser director Jesús Ceberio (quien posteriormente sería director de El País).
En septiembre de 1988 tras unos malos resultados de ventas, publica su último número el día 12, a pesar de estar preparando un fuerte relanzamiento.
- Datos: Q5673459